# Binningen (Rhénanie-Palatinat)
Binningen est une municipalité allemande située dans le land de Rhénanie-Palatinat et l'arrondissement de Cochem-Zell.